# Borderlove
Albums de Buzy
Délits L'important (n'est pas d'être important)
Borderlove est le septième album studio de la chanteuse Buzy.

## Titres
1. J'adore et je hais (Buzy) 3:28
2. Borderlove (Buzy - Hemmer) 4:23
3. Je suis un arbre (Buzy - K&K) 3:24
4. Stratégie de la solitude (Buzy) 3:37
5. Comme des papillons (Buzy - Botté / Hemmer) en duo avec Daniel Darc 3:38
6. Résonances (Buzy - Botté) 4:04
7. Contemporaine (Buzy - Buzy / Rougier) 3:32
8. Un mot pour ça (Fageolle) 3:53
9. Extraterrestre (Buzy - Jay Alanski) 4:13
10. Lequel des 2 (Buzy - d'Arche) 3:41
11. Décadents (Buzy - Botté / Renaudeau) 3:34

### DVD bonus
- Making of de l'album et interview
- Cinq titres en session acoustique
- Sonia Sieff photographie Buzy
- Galerie photo

## Crédits
Production exécutive : Buzy 

Guitares et basses : Alice Botté (sauf 3 : K&K) 

Batterie : Charlie Poggio (sauf 7 : Manu Katché) 

Programmations : Jacques Bastello (1), Alice Botté (1, 5, 6, 8, 10, 11), K&K (3), Paul Kendall (4), Parkerlab (2, 9), Franck Rougier (7) 

Prise de voix : Claude Sacre (Studio du Terrage, Paris), Paul Kendall (Studio Marcadet, Paris), Alice Botté (Studio Berline, Paris) 

Mixage : Stéphane Prin (Capital Studios, Saint-Ouen), assisté de Florent Livet 

Mastering : Chab, chez Translab

## Singles
- "Je suis un arbre"
- "Stratégie de la solitude"
- "Borderlove"
- "Comme des papillons"